# Historia de rebus gestis Frederici II imperatoris
Historia de rebus gestis Frederici II imperatoris eiusque filiorum Conradi et Manfredi Apuliae et Siciliae regum ab anno MCCX usque ad MCCLVIII è il titolo attribuito dal Muratori a un'importante cronaca medievale di epoca sveva, adespota e anepigrafe.
La copertura temporale della Historia riguarda gli anni che vanno dal 1210 fino al 1258, quando nel Sud Italia si avvicendarono le figure dell'imperatore Federico II e dei suoi figli Corrado e Manfredi. Nonostante il titolo, l'opera si focalizza soprattutto sulla vita e sulla figura di Manfredi.
Il suo autore rimane ancora sconosciuto, sebbene numerose ipotesi siano state avanzate al riguardo: quello che appare certo è che la Historia fu scritta da persona molto vicina a Manfredi, probabilmente un notaio della corte sveva, che informò la sua narrazione alla necessità politica di legittimare l'erede svevo agli occhi del papa e nei confronti del celebre padre.
L'opera è nota da diversi codici, il più antico dei quali è il manoscritto quattrocentesco conservato alla Biblioteca Nazionale di Napoli (IX.C24): nonostante gli sia imputabile una generale scorrettezza, il codice napoletano è considerato il testimone più autorevole della Historia, in posizione particolare rispetto a tutti gli altri codici che «sembrano dipendere, direttamente o indirettamente», da quello napoletano.

## Autore

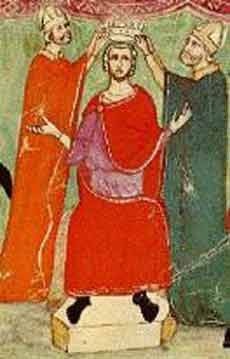
Incoronazione di Manfredi. Miniatura da un'edizione della Nova Cronica del Villani

### Pseudo-Jamsilla
Il primo a tentare di sollevare dall'anonimato l'autore della cronaca fu Ludovico Antonio Muratori nel 1726, che attribuì la paternità dell'Historia a un non meglio individuato Nicola de Jamsilla (Nicolò Jamsilla), una scelta che si sarebbe poi rivelata azzardata. Infatti, già dalla seconda metà dell'Ottocento, l'identificazione fu bersaglio di critiche provenienti sia dalla scuola tedesca sia dagli studiosi italiani Ugo Balzani e Bartolomeo Capasso: si faceva notare come il nome Jamsilla/Iamsilla fosse del tutto estraneo all'onomastica delle fonti storiche di età sveva. Il nome Jamsilla era stato desunto da un testimone manoscritto di proprietà del nobile sorrentino Vincenzo de Miro, copia tratta da un più antico codice da tale notar Gio. Battista Mattia, napoletano. Sul frontespizio si leggeva la seguente annotazione: Anonymi de Rebus gestis Frederici Imperatoris, sive Chronicon Nicolai de Jamsilla.
Quel nome si è poi rivelato essere la corruzione del termine Iamvilla, riportato su un manoscritto antigrafo da cui erano state tratte altre copie: si tratta del cognome gentilizio dell'omonima famiglia proprietaria dell'antigrafo, i francesi Joinville, calati in Italia al seguito di Carlo d'Angiò.

### Estrazione politica dell'autore
Il suo autore è un cronista coevo, sulla cui identità sono state avanzate diverse ipotesi, nessuna delle quali risulta decisiva. Per questo motivo, si fa a volte riferimento alla cronaca con il nome convenzionale di Pseudo-Jamsilla.
Si ritiene comunque che debba trattarsi dell'opera di un notaio della corte sveva, molto vicino a Manfredi, del cui seguito dovette far parte, visto il modo in cui si mostra informato delle vicende dal 1253 al 1256 e, in particolare, il resoconto drammatico e dettagliato della fuga a cavallo di Manfredi, dalla Terra di lavoro a Lucera, in compagnia di Tommaso II d'Aquino, sul finire del 1254, sotto l'incalzare delle truppe papali di Innocenzo IV dilagate in Campania.

### Ipotesi di attribuzione
Questo ha permesso di formulare un ventaglio di ipotesi sulla reale identità: Nicola da Brindisi secondo Friedrich Wilhelm Schirrmacher; Nicola da Rocca, maestro di ars dictaminis e notaio di Federico II, Corrado e Manfredi, secondo quanto suggerito da Bartolomeo Capasso nella sua rassegna sulle fonti medievali e moderne del napoletano; Goffredo da Cosenza, secondo August Karst. Secondo un'altra ipotesi, tenuto conto del tono dell'opera, il notaio della corte sveva doveva essere persona in rapporti con la curia romana: questo permetterebbe di restringere il ventaglio ai seguenti nomi: Belprando, notaio di Federico e Corrado, poi arcivescovo di Cosenza dal 30 novembre 1276 fino alla morte nel 1278; Giacomo da Poggibonsi, notaio di Pandolfo di Fasanella; Rodolfo da Poggibonsi, notaio di Federico, Corrado, Manfredi e Re Enzo; e infine, lo stesso Nicola da Rocca, notaio e retore già ipotizzato da Bartolomeo Capasso.
L'ipotesi di Goffredo da Cosenza, avanzata da Karst, è stata osteggiata soprattutto, e a più riprese, da Michele Fuiano, che la ritiene incompatibile con la partecipazione dell'autore alla fuga a cavallo di Manfredi, considerata plausibile da alcuni: la cronaca ci informa infatti che i secretari di Manfredi, e fra questi la Historia qualifica anche Goffredo, non si trovavano al séguito di Manfredi, ma erano stati inviati a Spinazzola con la consegna di attendere sviluppi e nuovi ordini.
Tuttavia, vi è chi al contrario, come Enrico Pispisa, giudica l'attribuzione a Goffredo come ancora la più convincente allo stato attuale delle conoscenze.

## Data di redazione
Si ritiene che la composizione della Historia risalga agli ultimi otto anni della parabola politica e umana di Manfredi, tra il giorno della sua incoronazione a re di Sicilia nella cattedrale di Palermo il 10 agosto 1258 (evento che conclude la narrazione), e la definitiva eclissi del re svevo nella battaglia di Benevento del 26 febbraio 1266, in cui Manfredi perse la vita.
La redazione della cronaca negli anni 1252-1258 è un'opinione generalmente condivisa, ma quell'arco temporale, a parere di Enrico Pispisa, può essere reso ancora più preciso e stringente se si tiene conto della pacatezza dei toni attraverso cui si dispiega la scrittura: questa circostanza, secondo Pispisa, autorizza a collocare la realizzazione dell'Historia «in un periodo di assoluta certezza e di fervide speranze per Manfredi: negli anni 1261-1263, forse intorno al novembre del 1262, quando il re di Sicilia giunse quasi a un accordo con papa Urbano IV».

## Epoca e contenuti

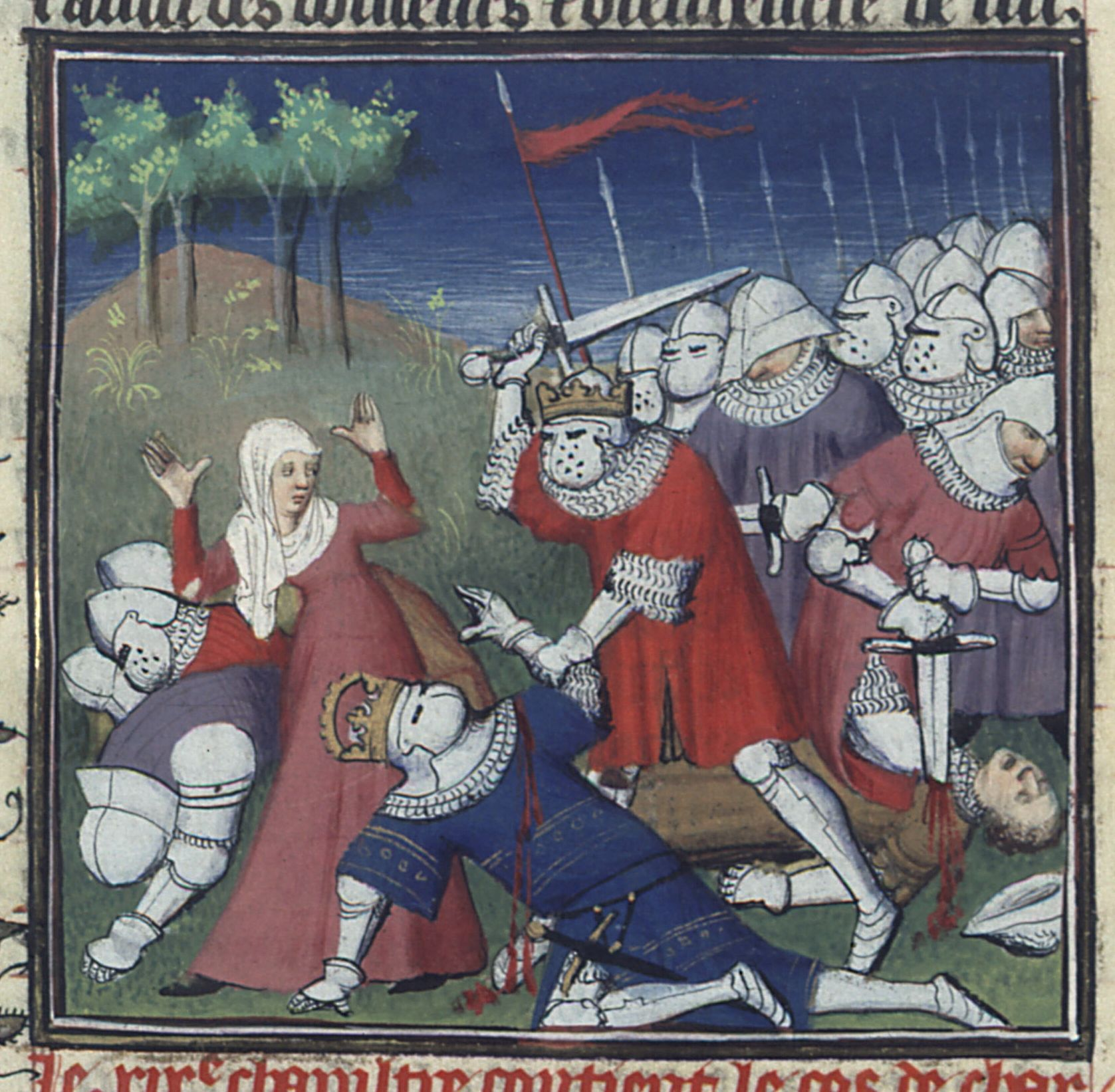
La morte di Manfredi, ucciso da Carlo I d'Angiò nella battaglia di Benevento nel 1266. Miniatura dal De casibus virorum illustrium di Boccaccio

L'opera parte dalla morte di Federico, ma su vari aspetti della sua vicenda lo storiografo ritorna spesso, attenendosi a criteri non cronologici, con delle connessioni logiche che sono considerate strumentali allo scopo politico dell'opera, all'esaltazione della figura di Manfredi e a «dimostrar[ne] la legittimità [...], la continuità, [...] rispetto al padre». Vengono poi trattate, succintamente, le vicende storiche di Corrado per poi concludersi con la narrazione più particolareggiata di un'epoca della storia di Manfredi.
La narrazione, pur abbracciando un periodo molto ampio, si diffonde con particolare dovizia di particolari soprattutto sugli anni dal 1254 al 1256, proseguendo poi in maniera più succinta sulle vicende che portarono all'incoronazione a re di Sicilia di Manfredi nel 1258. La figura dominante, in particolare, è proprio quella di Manfredi di Hohenstaufen, considerato superiore al grande padre e modello Federico e a tutti gli altri antesignani: non solo ad essi è dedicato uno spazio nettamente minore, ma nella scrittura dell'anonimo storiografo «anche la memoria e il ricordo dei predecessori [...] assumono un aspetto decisamente funzionale» all'esaltazione della figura di Manfredi.

## Edizioni dellaHistoria
La prima edizione, nel 1662, si deve a Ferdinando Ughelli, nel tomo IX della sua Italia Sacra riedita a Venezia, nel 1722, per S. Coleti. Dall'edizione dell'Ughelli furono poi tratte due riedizioni: una sua semplice riedizione fu proposta nel 1723 da Johann Georg von Eckhart (J. G. Eccardus) nel I volume di Corpus historicorum Medii Aevii, Ed. Johann Ludwig Gleditsch, Lipsiae, coll. 1025-1148; seguì poi una riedizione palermitana di Giovanni Battista Caruso (J. B. Carusus) nel tomo II della Bibliotheca historica Regni Siciliae, Panormi, 1723, pp. 674–818, con supplementi e varianti dovute alla disponibilità, per il curatore, di un secondo codice messinese.
Al 1726 risale l'edizione di Ludovico Antonio Muratori in Rerum Italicarum Scriptores: Nicola di Jamsilla, Historia de rebus gestis Frederici II imperatoris ejusque filiorum Conradi et Manfredi Apuliae et Siciliae regum ab anno MCCX usque ad MCCLVIII, R.I.S., VIII, 1726, coll. 493-583 Tra le edizioni citate, tutte affette in varia misura da problemi ecdotici, quella del Muratori è tuttora la migliore disponibile, al di là del controverso e azzardato tentativo di sollevare lo storiografo dall'anonimato.
Sull'edizione del Muratori si basano anche la pubblicazione settecentesca di Giovanni Gravier, in Raccolta di tutti i più rinomati scrittori dell'Istoria generale del Regno di Napoli, tomo XI, Napoli 1770, Stamperia G. Gravier, pp. 167–292 e quella ottocentesca di Giuseppe Del Re, Cronisti e scrittori sincroni della dominazione normanna nel regno di Puglia e Sicilia: Svevi, a cura di Giuseppe Del Re, Domenico Del Re, Bruto Fabricatore, Stanislao Gatti, Michelangelo Naldi, Scipione Volpicella, Emmanuele Rocco, Nicola Corcia, Camillo Minieri-Riccio, Napoli, Stamperia dell'Iride, 1868 (disponibile integralmente su Google Books) e contenente la prima traduzione italiana a cura di Stanislao Gatti, ma privo delle note in cui il Muratori proponeva varianti e ipotesi di emendamento al testo tradìto.
Una traduzione in inglese, a cura di Louis Mendola, era pubblicata nel 2016.

### Edizione critica
La Historia di pseudo-Iamsilla, nonostante i problemi esegetici, è ancora in attesa di un'edizione critica, al cui compimento si era già impegnato Otto Cartellieri, il cui lavorò andò però distrutto durante la seconda guerra mondiale.
Ne è stata annunciata come in corso di preparazione una edizione critica per Monumenta Germaniae Historica, per le cure di Walter Koller.